# Вальдек-Руссо (броненосный крейсер)
Вальдек-Руссо (фр. Waldeck-Rousseau) — французский броненосный крейсер одноимённого типа времён Первой и Второй мировых войн.

## Строительство
Построен в Лорьяне в 1905—1908 годах, назван в честь французского политика Пьера Мари Вальдек-Руссо, умершего в 1904 году.

## Служба
Во время Первой мировой войны участвовал в операциях французского флота. 18 октября 1914 года участвовал в бою с австрийской субмариной U-4 и аэропланами при Которе. В августе 1916 года вновь принял бой с подводной лодкой.
Во время Гражданской войны в России являлся флагманом французской легкой эскадры в Чёрном море. С борта этого корабля осуществлял командование контр-адмирал Ш. А. Дюмениль. Крейсер использовался для поддержки русских белых войск и флота. 26 апреля 1919 года во время стоянки в Севастополе на борту вспыхнуло восстание, подавленное 28 апреля, спустя два дня. Красный флаг на крейсере поднял матрос — уроженец Вьетнама Тон Дык Тханг, ставший впоследствии преемником Хо Ши Мина на посту президента. 
Во время Одесской эвакуации февраля 1920 года прибыл в Одессу с опозданием, отбуксировал в Севастополь не имеющий собственного хода транспорт «Дон» с грузом английских танков 3-го танкового отряда на борту.
Прикрывал Новороссийскую эвакуацию ВСЮР в марте 1920 года.
Во время Великого русского исхода из Крыма в ноябре 1920 года крейсер прикрывал эвакуацию и уходил последним вместе с генералом П. Н. Врангелем и его штабом.
В 1924 году корабль встал на прикол в Тулоне, в апреле 1929 года вернулся в состав ВМФ. В 1931 году вновь выведен из состава флота и списан в 1932 году. В 1932—1936 годах корабль стоял в Бресте. C 16 июня 1936 года использовался в качестве судна береговой обороны, находясь в Ландевеннеке, Бретань.
Во время Второй мировой войны разобран на металл.